# Kaple svatého Jana Křtitele (Všenory)
Pohřební kaple svatého Jana Křtitele s hrobkou rodiny Nolčovy stojící na návrší nad obcí Všenory byla postavena v letech 1889–1890 v novorománském slohu. V roce 1995 byla vyhlášena kulturní památkou, ale teprve v letech 2013–2018 se po dlouhodobém chátrání dočkala celkové obnovy.

## Historie
Kapli nechala postavit Františka Nolčová, vdova po Janu Nolčovi, majiteli všenorského velkostatku a poslanci České strany národní. Stavbu navrhl architekt Štěpán Tragl, realizace je dílem architekta Hrušovského. Interiér vyzdobil malbami akademický malíř Adolf Liebscher, který býval u Nolčů na letním bytě. Kaple byla vysvěcena 20. listopadu 1890. Od druhé světové války chátrala. Po roce 2000 ji koupila obec Všenory a začala snaha o její záchranu. Menší opravy byly provedeny v letech 2013–2014. V roce 2017 umožnila dotace Ministerstva zemědělství provést i restaurování vnitřní výmalby (Jakub Hamsík a Jáchym Krejča) a opravu vitráží (Pavel Lebeda). Slavnostní znovuotevření proběhlo v září 2018.

## Architektura
Kaple je postavena na obdélném půdoryse s půlkruhovým zakončením, nad vstupním průčelím s rozetovým novogotickým oknem se zvedá hranolová věž. Jde o stavbu z režného cihlového zdiva, články jsou pískovcové, sedlová střecha je pokryta břidlicí. Loď osvětluje pár sdružených oken. Vstup je kryt baldachýnem nad novorománskými sloupy. Ve spodní části stavby se nachází krypta Nolčovic rodiny.

## Interiér
Boční stěny lodi zdobí sépiové figurální malby na modrém pozadí (sv. Martin, Panna Marie s Ježíškem a Janem Křtitelem, Křest Páně, Anděl se ženami u Kristova hrobu), další světci jsou vyobrazeni v apsidě. V křížení klenby lodi je namalován svorník s obrazem Kristova poprsí s beránkem. Kaple má i bohatou dekorativní výzdobu.